# Карлос Альберто Карвальйо дос Анжос Жуніор
Карлос Альберто Карвальйо дос Анжос Жуніор (порт. Carlos Alberto Carvalho dos Anjos Júnior; нар. 15 вересня 1977, Салвадор) — бразильський футболіст, що грав на позиції нападника.
Виступав, зокрема, за клуби «Палмейрас» та «Кавасакі Фронталє», а також молодіжну збірну Бразилії.

## Клубна кар'єра
У дорослому футболі дебютував 1996 року виступами за команду клубу «Баїя», в якій провів два сезони, взявши участь у 22 матчах чемпіонату.
Згодом з 1999 по 2000 рік грав у складі команд клубів «Віла-Нова» та «Уніон Сан-Жуан».
Своєю грою за останню команду привернув увагу представників тренерського штабу клубу «Палмейрас», до складу якого приєднався 2000 року. Відіграв за команду з Сан-Паулу наступні два сезони своєї ігрової кар'єри. Більшість часу, проведеного у складі «Палмейраса», був основним гравцем атакувальної ланки команди.
2003 року уклав контракт з клубом «Кавасакі Фронталє», у складі якого провів наступні вісім років своєї кар'єри гравця. Граючи у складі «Кавасакі Фронталє» також здебільшого виходив на поле в основному складі команди. 2004 року став найкращим бомбардиром Другого дивізіону Джей-ліги, 2007 — найкращим бомбардиром Джей-ліги з 22-ма голами.
Протягом 2012—2013 років захищав кольори команди клубу «Касіма Антлерс».
Завершив професійну ігрову кар'єру у клубі «Юацеїренсе», за команду якого виступав протягом 2015—2017 років.

## Виступи за збірну
1997 року залучався до складу молодіжної збірної Бразилії. На молодіжному рівні зіграв у 4 офіційних матчах.

## Титули і досягнення
- Володар Кубка Джей-ліги: 2012
- Володар Кубка банку Суруга: 2012, 2013
- Найкращий бомбардир Джей-ліги: 2007